# Danh sách hệ đếm
Các hệ đếm (cơ số) bao gồm:

## Hệ cơ số là bội của mười
- Hệ thập phân (hệ đếm chính)
- Hệ nhị thập phân
- Hệ tam thập phân
- Hệ tứ thập phân
- Hệ ngũ thập phân
- Hệ lục thập phân
- Hệ thất thập phân
- Hệ bát thập phân
- Hệ cửu thập phân
- Hệ bách phân

## Hệ cơ số không phải là bội của mười

### Hệ cơ số bé hơn mười
- Hệ đơn phân
- Hệ nhị phân
- Hệ tam phân
- Hệ tứ phân
- Hệ ngũ phân
- Hệ lục phân
- Hệ thất phân
- Hệ bát phân
- Hệ cửu phân

### Hệ cơ số lớn hơn bội của mười

#### 11-19
- Hệ thập nhất phân
- Hệ thập nhị phân
- Hệ thập tam phân
- Hệ thập tứ phân
- Hệ thập ngũ phân
- Hệ thập lục phân
- Hệ thập thất phân
- Hệ thập bát phân
- Hệ thập cửu phân

#### 21-29
- Hệ nhị thập nhất phân
- Hệ nhị thập nhị phân
- Hệ nhị thập tam phân
- Hệ nhị thập tứ phân
- Hệ nhị thập ngũ phân
- Hệ nhị thập lục phân
- Hệ nhị thập thất phân
- Hệ nhị thập bát phân
- Hệ nhị thập cửu phân

#### 31-39
- Hệ tam thập nhất phân
- Hệ tam thập nhị phân
- Hệ tam thập tam phân
- Hệ tam thập tứ phân
- Hệ tam thập ngũ phân
- Hệ tam thập lục phân
- Hệ tam thập thất phân
- Hệ tam thập bát phân
- Hệ tam thập cửu phân